# Flavia Miller
Alejandra Olga Suárez (Buenos Aires, 19 de diciembre de 1969) más conocida como Flavia Miller, es una ex vedette, actriz, conductora y mediática argentina.

## Biografía
Tuvo una importante trayectoria en televisión, cine, teatro y radio. Comenzó su carrera artística en 1992 como extra en telenovelas en el canal estatal ATC.
En 1997 fue convocada por Moria Casán para la inauguración de Playa Franka en el balneario de Santa Clara del Mar con el famoso corte de corpiño, labor que desempeñó durante 10 años. También en 1997 participa en la presentación de la película condicionada "Susy, Umberto y Gladiolo" bajo la dirección de Víctor Maytland.
En 1998 forma parte del elenco de la comedia teatral "Las señoritas de la cama redonda", bajo la dirección de Hugo Sofovich en el "Teatro Tabaris" de la ciudad de Buenos Aires junto a Tristán, Emilio Disi, Paula Volpe y Paula Martínez. En ese mismo año participa en el programa de televisión "Rompeportones" en Canal 13, también bajo la dirección de Hugo Sofovich y acompañada de un importante elenco como Emilio Disi, Ana Acosta, Pipo Cipolatti, Jorge Martínez y Paula Eiranova, entre otros.
En 1999 forma parte de la obra teatral "La marquita del zorro" en el "Teatro La Sombrilla" de Villa Carlos Paz (Córdoba), junto a Leo Rosenwasser, Gladys Florimonte, Marco Estell y elenco. En este mismo año participa en la presentación de su segunda película condicionada: "Trampa para gatos 3 - El regreso de Jacobo" junto a Jacobo Winograd, Alejandro Spagnol, Serena Bravo, Juan Rao, Fernando Lorenzo, Macarena y Bob John, bajo la dirección de Víctor Maytland. En este año también participa en el elenco de "El show del chiste" en el "Teatro Candilejas" de Villa Carlos Paz (Córdoba), junto a Beto César, Carlos Sánchez, Silvia Süller y elenco.
En 2000 incursiona también como cantante realizando shows y presentaciones en eventos y programas de televisión y grabando un CD bajo el nombre de "Soy tuya", el cual nunca fue editado comercialmente. Uno de los temas más promocionados y conocidos es "Me está pegando el trópico". 
Durante los años 2000 a 2002 forma parte del elenco de la obra teatral "Risas a granel" junto a Margarita Jung Wa Lee (alias "Señorita Lee"), Pata Villanueva y gran elenco, bajo la dirección de Jorge Gallo, realizando gira por todo el país.
Durante el brindis de su casamiento, en el año 2002, su primo hermano, que había sido el padrino de boda, murió de un paro cardiorrespiratorio. En ese entonces, había cámaras de televisión en vivo cubriendo la fiesta, que terminó en tragedia. Este triste episodio angustia terriblemente a la mediática lo que hizo que se alejara por mucho tiempo de los medios.
Participó y se sigue presentando en infinidad de programas de televisión como "Video Match" conducido por Marcelo Tinelli, participando en segmentos como "La cámara oculta" o "El insoportable" entre otros, "La Noche de Moria" conducido por Moria Casán, "Indiscreciones" conducido por Lucho Avilés, "Versus" conducido por Tomy Dunster, participando en segmentos como "Que le harías a Flavia Miller?", "Movete" conducido por Carmen Barbieri, "BdV" conducido por Ángel de Brito, "Infama" conducido por Santiago del Moro y Rodrigo Lussich, "El chimentero 3.0" conducido por Teto Medina, "Chiche en vivo" conducido por Chiche Gelblung, "Paf" conducido por Jorge Rial, "Totalmente" con Miguel del Sel, etc.
Fue tapa de importantes revistas como Sex-Humor.
En el año 2009 participa de la campaña de PROMMESA contra la obesidad "Un peso saludable mejora la calidad de vida" en un local de Light Food junto a otros famosos entre ellos: Daisy May Queen, José Luis Gioia, La Tota Santillán, Noemí Alan, Pilar Smith, Ángel de Brito, Luis Bremer, Patricia Dal, Gonzalo Real y Daniel Meaglia.
En el año 2011 alejada de los medios Flavia trabaja en una perfumería de Capital Federal.
En este mismo año 2011 participa con un pequeño papel en la película "Verano maldito" con Joaquín Furriel, Julieta Ortega, Alejandro Urdapilleta, Eduardo Pavlovsky y bajo la dirección de Luis Ortega, basada en la novela "Muerte en el estío" de Yukio Mishima. 
En 2012, de la mano de Juan Emilio Guidobono, es invitada para realizar el musical en el programa televisivo "Pasión de Sábados" conducido por Hernán Caire.
En 2013 forma parte del elenco del varieté teatral "Carcajadas por un sueño" en el "Espacio Colette del Paseo La Plaza" de la avenida Corrientes en Capital Federal, junto a Sergio "Romerito" Romero, Sander Maurín, Gabyta Rodríguez, Marma Cariatti, Martín Alejandro, Francisco Scordio, Maximiliano Mestre, Fabiola Blonde y cuerpo de baile. Posterior a la temporada en capital realiza gira a nivel nacional con este espectáculo presentándose en el "Teatro Enrique Pinti" de San Justo, "Club Atlético Baradero", entre otros lugares, obra producida por "Chango Producciones" y dirigida por Sergio "Romerito" Romero. En este mismo año debuta como productora teatral y también integra el elenco del espectáculo "Lo que ellas hacen cuando ellos no están", en el "Espacio Colette" del Paseo La Plaza en Capital Federal junto a Celeste David Romero, Jazmín Ramos, Silvina Schroeder y bajo la dirección de Charly Palermo. Participa como panelista en Canal 4 de San Justo en el programa de televisión "La comarca de Charly y Alejandro" junto a Charly de Bendita, Alejandro Macías, Cecilia Oviedo, Carlitos Guerrero, Norma Serein, Gabriel Daneri, Markhos Gallicchio, David Emmanuel Franz, Germán Estévez, Nacha Tomaselli, Jade, Gustavo Buitrón, Luisa María Arredondo y Mariana Macías. A fines de este año integra el elenco del espectáculo "Somos la Comarca" en el "Centro Cultural Enrique Pinti" de San Justo, junto a Charly de Bendita, Alejandro Macías, Norma Cerein, Cecilia Oviedo, Cinthia Cerein, Franco Río y Germán Estévez.
En 2014 participa como invitada en los programas radiales "La merienda de Alejandro Macías" y "El crucero de la fama", por AM 1230 Creativa.
En 2015 forma parte del elenco en el programa de televisión "Famosísimos" en TV-Clip Digital de Lanús junto a Alejandro Macías, Norma Serein, Gastón Paz, Tomasito Süller, Gabyta Rodríguez, Valeria Covello, Sebastián Pelegrinelli, Gustavo Ismael Papaleo, Noelia Covello, Arturo Ramundo, Luciano Papaleo, Horacio Cirio, Gustavo Moors, Daniel Rodicio, Edgar Franzoy, Mauro Iacono, José Macías, Matheo D´lthom e Iván Witteveen. Este programa se realizó simultáneamente por Radio Sentidos, en el cual Flavia tuvo participaciones como invitada especial.
En este año también trabajó como secretaria en un centro de estética en el microcentro porteño.
En los años 2016 y 2017 participa como panelista en el programa radial "Incomparables" por Radio Sentidos y bajo la conducción de Alejandro Macías.
Hace muchos años está casada con Charly que es taxista de profesión y con quien convive en un departamento del barrio de Recoleta de la ciudad de Buenos Aires.

## Cine
- 1997: "Susy, Humberto y Gladiolo" - Dirección: Víctor Maytland.
- 1999: "Trampa para gatos 3 - El Regreso de Jacobo" - Dirección: Víctor Maytland.
- 2011: "Verano maldito" - Dirección: Luis Ortega.

## Televisión
- 1992 a 1996: "Extra en varias telenovelas" - Canal ATC - Extra
- 1998: "Rompeportones" - Canal 13 - Actriz
- 1998: "Video Match" - Canal Telefé - Actriz y Participación especial
- 1998: "Versus" - Canal Telefé - Reportaje y Participación especial
- 1999: "La noche de Moria" - Canal América - Cantante y Participación especial
- 1999: "Totalmente" - Canal Azul TV - Actriz - Invitada especial
- 2000: "Movete" - Canal América - Cantante y Reportaje
- 2000: "Indiscreciones" - Canal 9 - Cantante y Reportaje
- 2000: "Memoria" - Canal 9 - Reportaje
- 2000: "Paf" - Canal 2 - Invitada y reportaje
- 2001: "Venite con Georgina" - Canal Azul TV - Reportaje
- 2011: "Intrusos" - Canal América - Reportaje
- 2012: "Infama" - Canal América - Invitada especial y Reportaje
- 2012: "Chiche en vivo" -  Canal Magazine - Reportaje
- 2012: "Pasión de sábados" - Canal América - Musical
- 2013: "Hechos y protagonistas" - Canal Crónica - Reportaje
- 2013: "BdV" - Canal Magazine - Reportaje
- 2013: "El chimentero 3.0" - Canal Magazine - Reportaje
- 2013: "La comarca de Charly y Alejandro" - Canal 4 de San Justo - Panelista
- 2015: "Infama" - Canal América - Invitada y reportaje
- 2015: "Famosísimos" - Canal TV-Clip Digital de Lanús - Panelista
- 2017: "Intrusos" - Canal América - Reportaje
- 2017: "Infama" - Canal América - Invitada y Reportaje
- 2017: "Incomparables - Famosos Argentinos" - Informe 1 - Nota sobre gimnasia - Canal Digital Youtube
- 2017: "Confrontados" - Canal Nueve - Invitada y Reportaje.
- 2017: "Pasión de sábado" - El gran Casting - Jurado invitada.
- 2018: "Yo fui famoso" - El noticiero de la gente - Telefe - Reportaje.
- 2018: "Hay que ver" - Canal Nueve - Invitada.
- 2019: "Incorrectas" - Canal América - Invitada y Reportaje.
- 2020: "Hay que ver" - Canal 9 - Entrevista.
- 2020: "VIP Magazone 2020" - Entrevista.
- 2021: "Intrusos" - Canal América - Reportaje.
- 2022: "La tarde del nueve" - Canal 9 - Invitada y Reportaje.
- 2025: "Viviana en vivo - eltrece - En vivo, habló con Viviana por medio de un móvil.

## Teatro
- 1998: "Las señoritas de la cama redonda" - "Teatro Tabarís" de Capital Federal, junto a Tristán, Emilio Disi, Paula Volpe y Paula Martínez - Dirección: Hugo Sofovich .
- 1999: "La marquita del zorro" - "Teatro La Sombrilla" de Villa Carlos Paz (Córdoba), junto a Leo Rosenwasser, Gladys Florimonte, Marco Estell y elenco.
- 1999: "El show del chiste" - "Teatro Candilejas" de Villa Carlos Paz (Córdoba), junto a Beto César, Carlos Sánchez, Silvia Süller y elenco.
- 2000 - 2001 - 2002: "Risas a granel", junto a Margarita Jung Wa Lee "Señorita Lee", Pata Villanueva y elenco - Dirección: Jorge Gallo.
- 2013: "Carcajadas por un sueño" - "Espacio Colette del Paseo La Plaza" de Capital Federal y gira nacional, junto a Sergio "Romerito" Romero, Sander Maurín, Gabyta Rodríguez, Marma Cariatti, Martín Alejandro, Francisco Scordio, Maximiliano Mestre, Fabiola Blonde y cuerpo de baile - Dirección: Sergio "Romerito" Romero.
- 2013: "Lo que ellas hacen cuando ellos no están" - "Espacio Colette del Paseo La Plaza" de Capital Federal, junto a Celeste David Romero, Jazmín Ramos y Silvina Schroeder - Autor y Dirección: Charly Palermo.
- 2013: "Somos la Comarca" - "Centro Cultural Enrique Pinti" de San Justo, junto a Charly de Bendita, Alejandro Macías, Norma Cerein, Cecilia Oviedo, Cinthia Cerein, Franco Río y Germán Estévez.

## Radio
- 2014: "La merienda de Alejandro Macías" - AM 1230 Creativa - Junto a Alejandro Macías e invitados.
- 2014: "El crucero de la fama" - AM 1230 Creativa - Junto a Alejandro Macías e invitados.
- 2015: "Famosísimos - Radio Sentidos - Junto a Alejandro Macías e invitados.
- 2016-2017: "Incomparables" - Radio Sentidos - Junto a Alejandro Macías e invitados.

## Discografía
- 2000: "Soy tuya" - No editado comercialmente

## Publicidad
- 2009: "Campaña de PROMMESA contra la obesidad".
- 2014: "Los Dachshund de Marina Schwarcs" - Producción gráfica.